# Джампінг (вид скелелазіння)
Джампінг — неофіційний вид скелелазіння, який передбачає стрибок з одних (одного) зачепів (зачепу) на скеледромі або скелі на інші (інший) зачепи (зачеп). Джампінг лазять із гімнастичною страховкою з крешпедами.

## Історія
Джампінг — досить молодий вид скелелазіння.

## Правила змагань у джампінгу
Чітких правил проведення змагань з джампінгу немає. Найбільш популярна схема: спочатку простий стрибок, потім — трохи складніший, потім ще складніший, і т. д. Топ переставляють кожного разу далі від стартового зачепу (стартових зачепів). Кожен, хто з декількох спроб (наприклад, трьох) зможе вдало зробити стрибок (зафіксувати руками топ), проходить до наступного туру. Час для кожного учасника обмежено кількома хвилинами. Той спортсмен, що зможе здійснити найвищий «далекий» стрибок — стає переможцем. У фінальному етапі при однакових результатах учасників можливий розподіл за кількістю витрачених спроб.